# Burg Petit-Vivy
Die Burg Petit-Vivy ist ein ehemaliger Herrschaftssitz bei Barberêche (deutsch Bärfischen) in der Gemeinde Courtepin im Seebezirk des Kantons Freiburg in der Schweiz.

## Lage und Name
Die Höhenburg vom Typus einer Wasserburg befindet sich nordöstlich von Barberêche und südöstlich von Cordast auf einem Felsvorsprung am Westufer des Schiffenensees, einem Stausee der Saane nördlich von Freiburg, der in den Jahren 1963 und 1964 entstand. Westlich der Burg existiert ein Weiler, durch den die Strasse „Petit-Vivy“ führt, die wie die ehemalige Burg benannt ist und bei ihr endet. Das deutsch auch „Kleinvivers“ genannte Bauwerk gehörte einst den Herren von Vivier, die sich erstmals im Jahr 1153 nachweisen lassen und im Raum westlich von Bern eine Rolle spielten. Vermutlich nannten sie sich nach ihren Besitzungen. Allerdings ist die Etymologie des Namens sowie das zeitliche Verhältnis vom Weiler zur Burg nicht erschöpfend geklärt, zumal hier keine römischen Siedlungsspuren nachweisbar sind. Eine mögliche Erklärung bietet zumindest das lateinische Wort „vivarium“, deutsch Fischteich, zumal Barberêche auf Deutsch Bärfischen heisst und der Flurname „Vivy“ auch an anderen Stellen in der Schweiz nachweisbar ist (z. B. bei Arconciel oder bei Echichens), also mutmasslich ein Toponym darstellt.

## Name und Geschichte
Die Herren von Vivier, erste nachweisbare Besitzer von Petit-Vivy, das auch „Nouveau-Vivy“ (deutsch Neu Vivy) genannt wird, verfügten hier über einige Siedlungen, starben aber bereits im Jahr 1293 aus. Ihr letzter Vertreter Conrad de Vivier war zeitweise Schultheiss von Freiburg (1270–1271), sein Vater Ulrich der vorletzte Herr von Vivy. Die Herren von Pont erhielten sodann die Güter, da sie Conrads Neffen waren. Der Herrschaftssitz wird hierbei als castrum de viver et turris (deutsch Burg Viver und Turm) erwähnt. Zuvor war Petit-Vivy zum neuen Herrschaftssitz erkoren worden und löste damit Schloss Grand-Vivy ab, denn dieses heisst hier bereits „das alte Vivier“ (lateinisch Veteri Viver). Vor dem Jahr 1363 wurden beide zu separaten Herrschaften, die jeweils als Lehen der Grafen von Thierstein vergeben wurden, wobei damals Guillaume de Treyvaux (deutsch Wilhelm von Treffels) mit Petit-Vevy belehnt war. Im Jahr 1378 erwarb der Freiburger Nicolas de Vuippens die Burg samt Befestigungen und Zubehör von Guillaume unter der Bedingung, dass sie nur an einen Freiburger weiterverkauft werden dürfe. Dafür bekam er von Freiburg finanzielle Unterstützung beim Ausbau der Burg. Er behielt sie aber wohl nicht lange, denn es kam bald zu Besitzerwechseln.
In den Jahren 1386 bis 1388 soll die Burg von Bernern besetzt gewesen sein, 1410 von Freiburgern. Vermutlich jeweils unter Zustimmung des Besitzers. Im Jahr 1423 wurde Petrus Rieh aus Freiburg neuer Herr von Petit-Vevy. Er starb aber bereits 1430 und seine Tochter Louise sorgte für einen Eklat, denn statt einen der beiden Männer zu heiraten, die um sie warben, ging sie ins Kloster und übergab ihr Erbe der Mutter. Diese heiratete sodann aber Rodolphe de Ringoltingen, Vater von einem der beiden Werber, woraufhin Louise ihr Erbe zurückforderte. Rodolphe stammte aus Bern, der andere Werber (Hentzmann Velga) aus Freiburg, so dass sich die Fronten dermassen verhärteten, dass in diesem Konflikt eine der Ursachen des Ausbruchs der Schweizer Habsburgerkriege zwischen den beiden Städten und ihren Verbündeten gesehen wird, der am 16. Juli 1448 mit dem Friedensvertrag von Murten endete, welcher Freiburg zu Kriegsentschädigungen zwang. Rodolphe blieb somit der Eigentümer und erst sein Sohn verkaufte die Herrschaft im Jahr 1466.
Von 1466 bis 1588 folgte eine stabilere Phase, in der die freiburgische Patrizierfamilie de Praroman Petit-Vivy zusammen mit Grand-Vivy besass. Dann wurde Petit-Vivy an den Schultheissen von Freiburg Pierre d’Amman verkauft, der es 1623 an Pierre de  Gléresse (deutsch Peter von Ligerz) verkaufte. Auch diese Adelsfamilie blieb mehr als ein Jahrhundert lang in Besitz der Anlage, bevor sie im Jahr 1799 verkauft wurde. Danach gab es häufige Besitzerwechsel, die der Burg massiv schadeten, da es zu Parzellierungen des Besitzes kam und somit die ökonomische Basis zerstört wurde. In den 1880er Jahren erfolgte ein grösserer Umbau, bei dem u. a. im Jahr 1886 der nördliche Teil der Westmauer abgerissen wurde. Seit dem Jahr 1905 steht die Burg unter Denkmalschutz, eine geplante Sanierung fand aber zunächst nicht statt, sondern wurde erst in den 1950er Jahren nach Plänen von Alfred Schaetzle umgesetzt.

## Beschreibung und Nutzung
Petit-Vivy ist ein seltenes Beispiel einer erhaltenen Kleinburg. Eine auffällige Besonderheit ist der dreieckige Aufbau, bei dem der 21,2 Meter hohe Bergfried (Donjon) im Nordwesten steht, an den sich ein Ostflügel anschliesst, an dem es aber keinen Südflügel gibt, sondern eine von Nordwesten nach Südosten verlaufende Südflanke. Die Burg ist somit heute gen Saanetal geöffnet, wo sie früher nicht nur ein 80 Meter hoher Steilhang, sondern auch eine Stützmauer schützte. Anders als beim Schloss Grand-Vivy war hier kein Flussübergang zu schützen. Umgeben ist die Anlage von einem Graben sowie einer Ringmauer, so dass dies nachweislich auch der ursprüngliche Grundriss ist.
Der fünfgeschossige Bergfried stammt ebenso wie die bis zu acht Meter hohe Mauer aus dem 13. Jahrhundert und ist zinnenbekrönt. Bis zum Jahr 1884 besass er allerdings ein Mansarddach, das dann mit der heutigen Bekrönung ersetzt wurde. Das Dach war in der 2. Hälfte des 16. Jahrhunderts aufgesetzt worden. Der Zugang des quadratischen Donjons (10,4 × 10,4 Meter) im Erdgeschoss, wo die Mauern bis zu 3,5 Meter stark sind, ist rundbogig, stammt aber erst aus dem Jahr 1908. Der ursprüngliche Eingang befand sich in 9,6 Metern Höhe. Seine Turmfenster sind nur schmale Schlitze, die zur Verteidigung dienten. Hermann Schöpfer (1989) sieht in den Abmessungen Parallelen zum höheren Turm von Schloss Murten und weist zudem darauf hin, dass er in einem Stück errichtet wurde.
Östlich vom Turm hat sich ein Wachhaus (10,5 × 6 Meter) erhalten, in dem die Jahreszahl 1641 als Inschrift zu finden ist. Es weist an der Ostfassade zwei gotische Fenster auf, sein Fachwerk-Obergeschoss stammt aus dem 4. Viertel des 17. Jahrhunderts. Westlich des Turms steht die nur 4 × 4 Meter grosse Kapelle. Sie wird erstmals im Jahr 1689 erwähnt, wurde im frühen 19. Jahrhundert in Barockformen neu erbaut und besitzt einen kleinen Dachreiter sowie Schindeln der Zeit um 1884. Das Herrenhaus steht im Süden und wurde wohl um 1700 massiv umgebaut. Es besitzt einen achteckigen Turm an der Südecke, der ehemals ein Aborterker war und später durch einen neugotischen Turm-Erker ersetzt wurde, der unter dem Dach Schlitzfenster aufweist, aber erst 1950 aus Beton entstand. Ein Kamin gibt als Jahreszahl 1698 an, die Zahl 1704 findet sich an einem Gesims. Dieses Hauptgebäude (7,5 × 20 Meter) besteht aus einem Erdgeschoss und zwei Obergeschossen, wobei ein Geschoss nur als Zwischengeschoss gestaltet wurde. Einige seiner Fenster können der Spätgotik zugeordnet werden. Ein später beseitigtes Nebengebäude lässt sich an der Nordfassade noch anhand von Farbresten und einer vermauerten Tür erahnen. Vermutlich war das Herrenhaus vor den Umbauten quadratisch.
Die hölzerne Wehrgang-Galerie auf der Mauer wird in das 17. Jahrhundert datiert, trägt das Wappen der Familie de Gléresse und schiebt sich vor den Turm, an dem sich ein hölzerner Übergangsbau zum Wehrgang befindet. Sie wurde wohl bis 1683 fertiggestellt, da der Maurermeister Antoine Besançon aus Freiburg sich in diesem Jahr mit der Bezahlung durch den Eigentümer François de Gléresse zufrieden erklärte. Im Hof (40 × 64 × 50 Meter) befindet sich ein Brunnen (1,5 Meter breit und 7,5 Meter tief). Die Fenster der Gebäude sind mehrheitlich rechteckig, ein Tor am Wirtschaftsgebäude weist einen Segmentbogen auf, ein Portal und ein Erdgeschossfenster am Herrenhaus sind rundbogig. Das Dach des Hauptgebäudes ist mit Gauben und Schornsteinen verziert, wobei die überdimensionierten Kamine auch beim benachbarten Schloss Grand-Vivy zu beobachten sind. Der ursprüngliche Zugang im Norden, Gutshof-Tor (französisch la porte du manoir) genannt, bestand früher mit einer Zugbrücke, wurde aber verschlossen, nachdem der Nordflügel am Ostende verkürzt wurde und so eine Zufahrt dort möglich wurde. Reste des Torbogens sind im Mauerwerk erkennbar. Die neue Brücke über den einstigen Wassergraben stammt aus den 1970er Jahren. Die Wirtschaftsgebäude sind dem 16. Jahrhundert zuzuordnen. Heute befindet sich die Burg in Privatbesitz. Das Schweizerische Inventar der Kulturgüter von nationaler und regionaler Bedeutung führt es auf seiner Liste als A-Objekt – d. h., es besitzt nationale Bedeutung – mit der KGS-Nummer 01946. Die Burg gilt als einzige erhaltene mittelalterliche Burg der Alten Landschaft.

## Impressionen

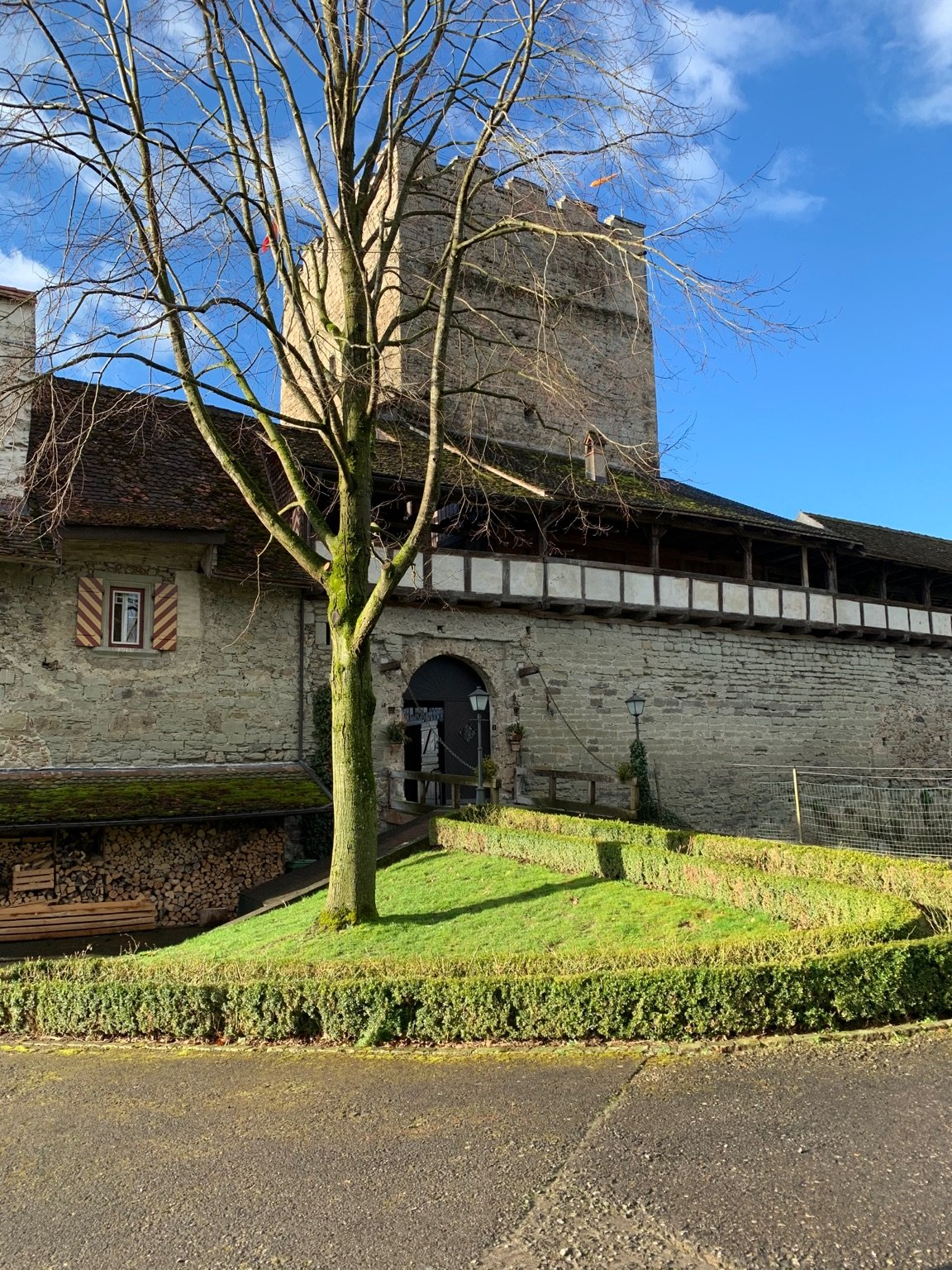
Burgeingang mit Zugbrücke
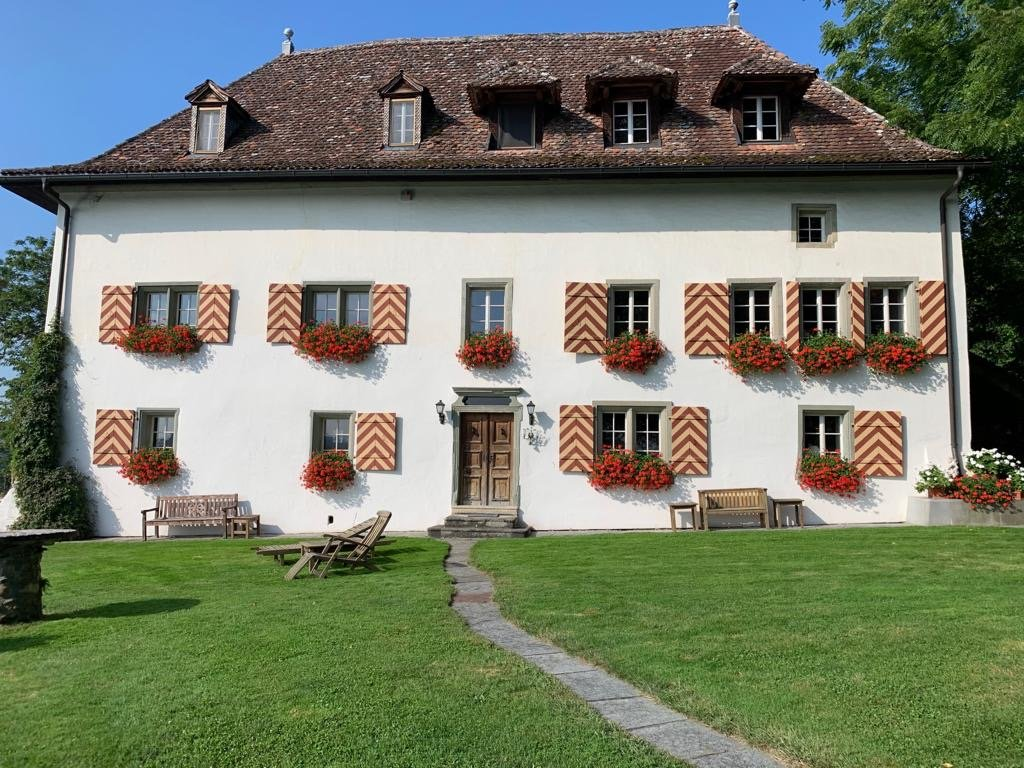
Manoir
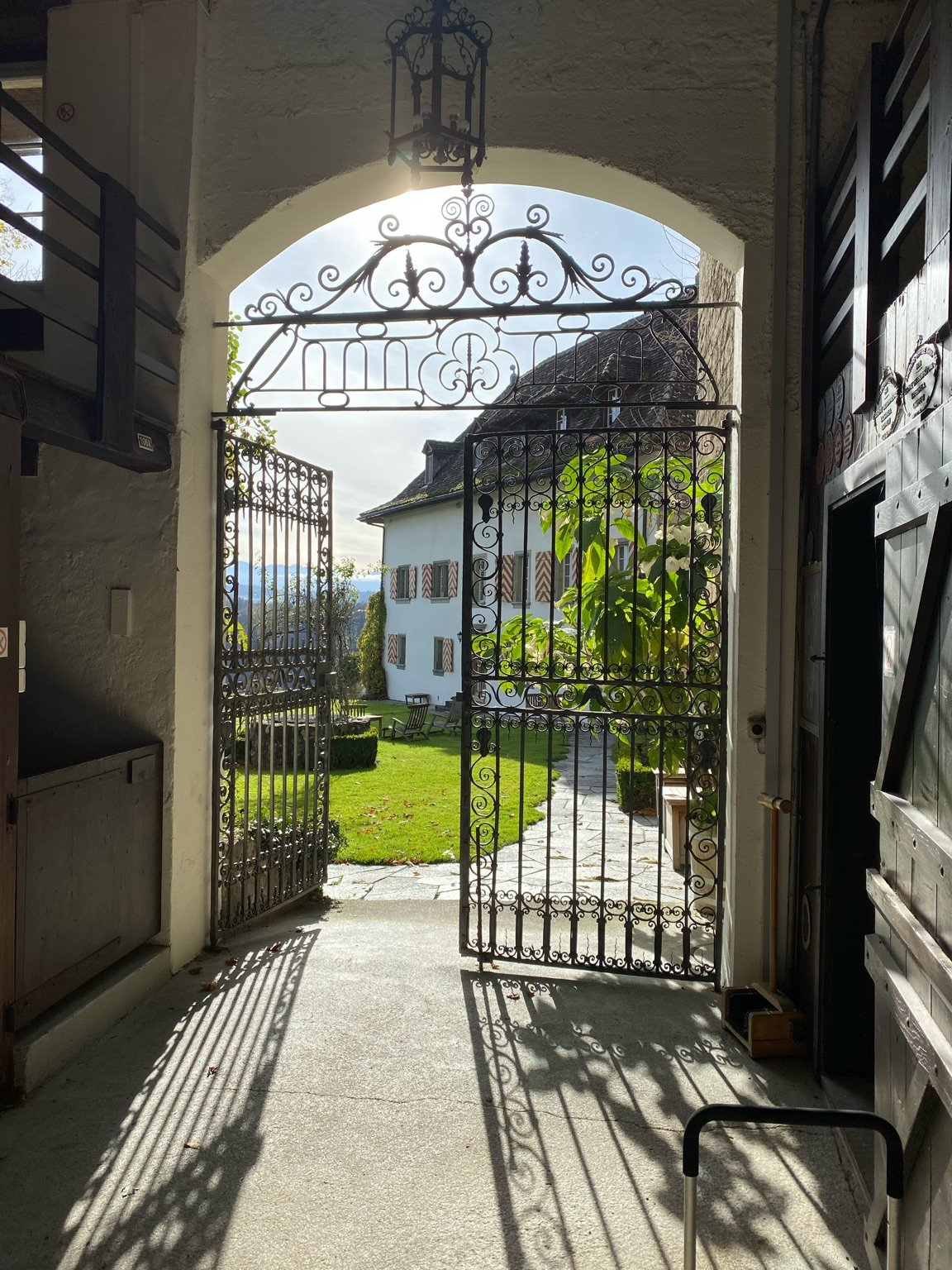
Blick in den Innenhof
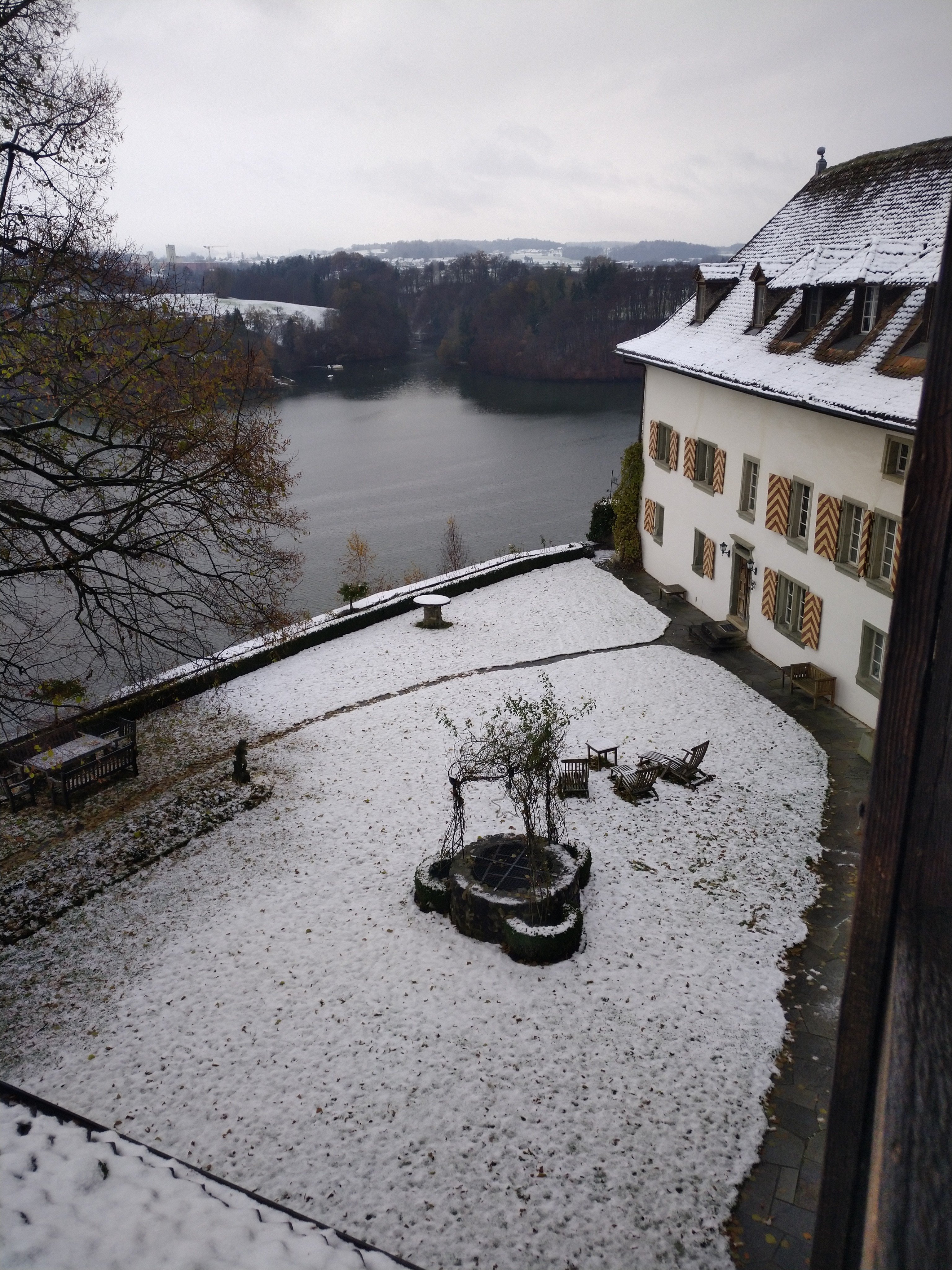
Innenhof im Winter
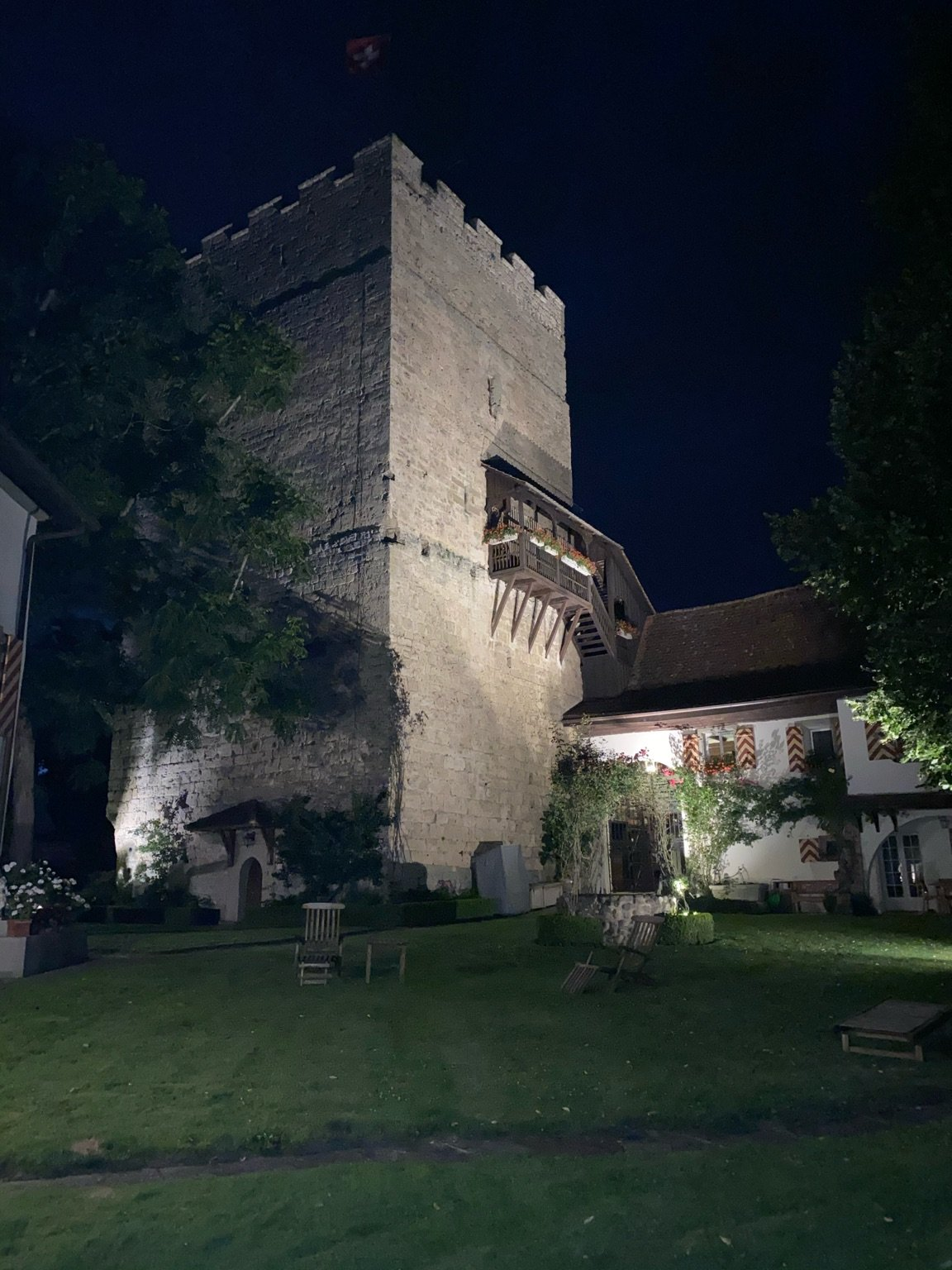
Donjon bei Nacht